# WeChat
WeChat (微信S, WēixìnP, lett. "micromessaggi") è un servizio di comunicazione attraverso messaggi di testo e vocali per dispositivi portatili, sviluppato dalla società cinese Tencent. La prima versione è stata distribuita a gennaio 2007. L'applicazione è disponibile per dispositivi Android, iPhone, Blackberry, Windows Phone, Symbian e Windows 10.
È l'app di messaggistica più usata in Cina e Bhutan, con oltre 1,2 miliardi di utenti attivi mensili di diverse fasce di età.
Le lingue supportate sono: il cinese semplificato e tradizionale, l'inglese, l'indonesiano, lo spagnolo, il portoghese, il turco, il malese, il giapponese, il coreano, il polacco, l'italiano, il thailandese, il vietnamita, l'hindi e il russo. L'attuale versione del software è la 7.0.16 (8 luglio 2020) ed è sotto licenza proprietaria.

## Servizi
WeChat è una piattaforma che integra in sé strumenti di messaggistica con funzioni tipiche dei social media. È possibile inviare messaggi, fare video chiamate, condividere foto e video, la propria posizione geografica e allo stesso tempo seguire individui e gli account ufficiali di aziende. Le foto possono essere migliorate con filtri artistici, didascalie e posizionate in una sorta di diario fotografico, per la condivisione con altri utenti. Ha anche le più tipiche funzioni delle reti sociali digitali: "agita", "cerca nei dintorni" e "bottiglia alla deriva". WeChat ha caratteristiche tali che la rendono una Super-app.
Inoltre, l'app fornisce ulteriori servizi aggiuntivi, per effettuare pagamenti, con WeChat Pay, ottenere informazioni, usare i mini-programmi, avere accesso a servizi pubblici, dall'appuntamento col medico, al pagamento della bolletta dell'elettricità o alla prenotazione di un mezzo di trasporto.

### Messaggi istantanei
WeChat supporta diversi tipi di messaggeria istantanea che includono: messaggi di testo, messaggi vocali, sticker e "walkie talkie". Gli utenti possono inviare immagini scattate al momento o selezionarle dalla libreria del proprio cellulare, video e geo-localizzazioni con il GPS. L'app permette di interagire con un singolo utente o con diversi contatti contemporaneamente tramite le chat di gruppo.

### Account ufficiali
WeChat permette ai suoi utenti di registrarsi gratuitamente sulla piattaforma. Esistono tre tipi di account ufficiali: account di servizio, account con sottoscrizione ed account per imprese. Una volta creato il proprio account, l'utente non può cambiarlo con un altro tipo di account. Intorno alla fine del 2017, il numero di account WeChat ha superato i 900 milioni. Gli account ufficiali possono essere usati per prenotare appuntamenti e servizi tramite carta di credito.

### "Momenti"
Gli utenti di WeChat possono postare foto e stati, condividere musica, articoli e mettere "mi piace" a contenuti condivisi da altri utenti nella funzione "Momenti". La privacy ha un ruolo centrale per WeChat: solamente i contatti sono abilitati a vedere il contenuto dei Momenti e commentarlo. I "Momenti" possono essere collegati ad account Facebook e Twitter, i quali postano direttamente il contenuto sulla piattaforma.

### WeChat Pay

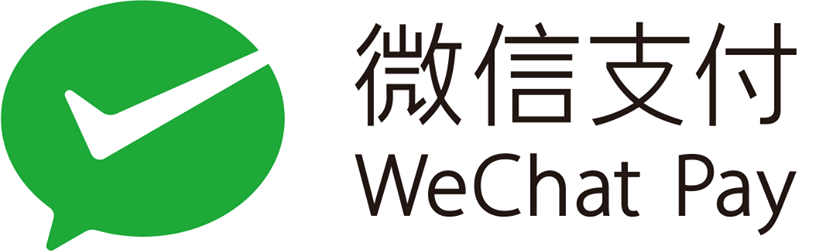
WeChat Pay

WeChat Pay è un servizio di portafoglio elettronico incorporato nell'App, il quale permette agli utenti di completare transazioni online e trasferire denaro. Ogni utente WeChat ha il proprio portafoglio elettronico, che dopo essere stato collegato al proprio conto bancario permette di compiere pagamenti. Il sistema funziona solo con carte del circuito bancario Cinese. Non è possibile collegare il conto Wechat con una carta di credito di una banca al di fuori della Cina.

### WeChat per le aziende
Una versione speciale di WeChat chiamata WeChat per le aziende (企业微信S, QǐyèwēixìnP) è stata lanciata nel 2016 per gestire la comunicazione aziendale e lavorativa. In aggiunta alle normali funzioni di messaggistica, l'applicazione consente alle aziende e ai propri dipendenti di tracciare e gestire i giorni di ferie e rimborsi spese.

### WeChat Mini Programs
Nel 2017 WeChat ha lanciato la funzione dei "Mini Programs" (小程序S, XiǎochéngxùP). Un mini programma è un'applicazione all'interno di WeChat scritta in JavaScript e API proprietarie. Le mini-app possono essere inserite in vari ambiti, ma vengono principalmente suddivise in quattro settori: i giochi, i servizi, le notizie e il commercio elettronico.

## Protezione e registrazione
I dati degli utenti sono protetti attraverso il backup della lista dei contatti, su richiesta, recuperabili dal cloud.
La registrazione al servizio può avvenire attraverso Facebook Connect, SMS tradizionale e Tencent QQ.